# カミーニ
カミーニ（イタリア語: Camini）は、イタリア共和国カラブリア州レッジョ・カラブリア県にある、人口約800人の基礎自治体（コムーネ）。

## 地理

### 位置・広がり

#### 隣接コムーネ
隣接するコムーネは以下の通り。
- リアーチェ
- スティニャーノ
- スティーロ

## 行政

### 分離集落
カミーニには、以下の分離集落（フラツィオーネ）がある。
- Catenacci, Ellera, San Leonte, Torre Ellera, Travatura